# Secrétaire d'État à l'Éducation
Le secrétaire d'État à l'Éducation (en anglais : Secretary of State for Education) est le ministre en chef du département de l'Éducation du gouvernement du Royaume-Uni. Depuis sa création en 1857, le poste change de nom plusieurs fois, avant de retrouver son nom actuel en 2010.
Depuis le 5 juillet 2024, la secrétaire d'État à l'Éducation est Bridget Phillipson.

## Noms du poste
- 5 février 1857 - 8 août 1902 : Vice-président du Comité de Conseil sur l'Éducation (Vice-President of the Committee of the Council on Education)
- 1er avril 1900 - 3 août 1944 : Président du Conseil de l'Éducation (President of the Board of Education)
- 3 août 1944 - 1er avril 1964 : Ministre de l'Éducation (Minister of Education)
- 1er avril 1964 - 10 avril 1992 : Secrétaire d'État à l'Éducation et aux Sciences (Secretary of State for Education and Science)
- 10 avril 1992 - 5 juillet 1995 : Secrétaire d'État à l'Éducation (Secretary of State for Education)
- 5 juillet 1995 - 8 juin 2001 : Secrétaire d'État à l'Éducation et à l'Emploi (Secretary of State for Education and Employment)
- 8 juin 2001 - 27 juin 2007 : Secrétaire d'État à l'Éducation et aux Compétences (Secretary of State for Education and Skills)
- 27 juin 2007 - 11 mai 2010 : Secrétaire d'État aux Enfants, aux Écoles et aux Familles  (Secretary of State for Children, Schools and Families)
- 11 mai 2010 - aujourd'hui : Secrétaire d'État à l'Éducation (Secretary of State for Education)

## Liste des secrétaires d'État

### Vice-président du Comité de Conseil sur l'Éducation
| Nom | Nom                    | Portrait          | Mandat            | Mandat            | Parti politique | Premier ministre | Premier ministre                                         |
| --- | ---------------------- | ----------------- | ----------------- | ----------------- | --------------- | ---------------- | -------------------------------------------------------- |
|     | William Cowper         |                   | 5 février 1857    | 21 février 1858   | Whig            |                  | Henry John Temple                                        |
|     | Charles Adderley       |                   | 12 mars 1858      | 11 juin 1859      | Conservateur    |                  | Edward Smith-Stanley                                     |
|     | Robert Lowe            |                   | 24 juin 1859      | 26 avril 1864     | Libéral         |                  | Henry John Temple                                        |
|     | Henry Bruce            |                   | 26 avril 1864     | 26 juin 1866      | Libéral         |                  | Henry John Temple                                        |
|     | Henry Bruce            | John Russell      | 26 avril 1864     | 26 juin 1866      | Libéral         |                  |                                                          |
|     | Henry Lowry-Corry      |                   | 26 juin 1866      | 19 mars 1867      | Conservateur    |                  | Edward Smith-Stanley                                     |
|     | Robert Montagu         |                   | 19 mars 1867      | 1er décembre 1868 | Conservateur    |                  | Edward Smith-Stanley                                     |
|     | Robert Montagu         | Benjamin Disraeli | 19 mars 1867      | 1er décembre 1868 | Conservateur    |                  |                                                          |
|     | William Edward Forster |                   | 9 décembre 1868   | 17 février 1874   | Libéral         |                  | William Ewart Gladstone                                  |
|     | Dudley Ryder           |                   | 2 mars 1874       | 4 avril 1878      | Conservateur    |                  | Benjamin Disraeli                                        |
|     | George Hamilton        |                   | 4 avril 1878      | 21 avril 1880     | Conservateur    |                  | Benjamin Disraeli                                        |
|     | A. J. Mundella         |                   | 3 mai 1880        | 9 juin 1885       | Libéral         |                  | William Ewart Gladstone                                  |
|     | Edward Stanhope        |                   | 24 juin 1885      | 17 septembre 1885 | Conservateur    |                  | Robert Arthur Talbot Gascoyne-Cecil                      |
|     | Henry Holland          |                   | 17 septembre 1885 | 28 janvier 1886   | Conservateur    |                  | Robert Arthur Talbot Gascoyne-Cecil                      |
|     | Lyon Playfair          |                   | 13 février 1886   | 20 juillet 1886   | Libéral         |                  | William Ewart Gladstone                                  |
|     | Henry Holland          |                   | 3 août 1886       | 25 janvier 1887   | Conservateur    |                  | Robert Arthur Talbot Gascoyne-Cecil                      |
|     | William Hart Dyke      |                   | 25 janvier 1887   | 11 août 1892      | Conservateur    |                  | Robert Arthur Talbot Gascoyne-Cecil                      |
|     | Arthur Dyke Acland     |                   | 25 août 1892      | 21 juin 1895      | Libéral         |                  | William Ewart Gladstone                                  |
|     | Arthur Dyke Acland     | Lord Rosebery     | 25 août 1892      | 21 juin 1895      | Libéral         |                  |                                                          |
|     | John Eldon Gorst       |                   | 4 juillet 1895    | 8 août 1902       | Conservateur    |                  | Robert Arthur Talbot Gascoyne-Cecil (Unionist Coalition) |

### Président du Conseil de l'Éducation
| Nom | Nom                           | Portrait        | Mandat           | Mandat                        | Parti politique  | Premier ministre | Premier ministre                                         |
| --- | ----------------------------- | --------------- | ---------------- | ----------------------------- | ---------------- | ---------------- | -------------------------------------------------------- |
|     | Spencer Cavendish             |                 | 1er avril 1900   | 8 août 1902                   | Liberal Unionist |                  | Robert Arthur Talbot Gascoyne-Cecil (Unionist Coalition) |
|     | Charles Vane-Tempest-Stewart  |                 | 8 août 1902      | 4 décembre 1905               | Conservateur     |                  | Arthur Balfour (Unionist Coalition)                      |
|     | Augustine Birrell             |                 | 10 décembre 1905 | 23 janvier 1907               | Libéral          |                  | Henry Campbell-Bannerman                                 |
|     | Reginald McKenna              |                 | 23 janvier 1907  | 12 avril 1908                 | Libéral          |                  | Henry Campbell-Bannerman                                 |
|     | Walter Runciman               |                 | 12 avril 1908    | 23 octobre 1911               | Libéral          |                  | H. H. Asquith                                            |
|     | Jack Pease                    |                 | 23 octobre 1911  | 25 mai 1915                   | Libéral          |                  | H. H. Asquith                                            |
|     | Arthur Henderson              |                 | 25 mai 1915      | 18 août 1916                  | Labour           |                  | H. H. Asquith (Coalition)                                |
|     | Robert Crewe-Milnes           |                 | 18 août 1916     | 10 décembre 1916              | Libéral          |                  | H. H. Asquith (Coalition)                                |
|     | Herbert Fisher                |                 | 10 décembre 1916 | 19 octobre 1922               | Libéral          |                  | David Lloyd George (Coalition)                           |
|     | Edward Frederick Lindley Wood |                 | 24 octobre 1922  | 22 janvier 1924               | Conservateur     |                  | Andrew Bonar Law                                         |
|     | Edward Frederick Lindley Wood | Stanley Baldwin | 24 octobre 1922  | 22 janvier 1924               | Conservateur     |                  |                                                          |
|     | Charles Trevelyan             |                 | 22 janvier 1924  | 3 novembre 1924               | Labour           |                  | Ramsay MacDonald                                         |
|     | Eustace Percy                 |                 | 6 novembre 1924  | 4 juin 1929                   | Conservateur     |                  | Stanley Baldwin                                          |
|     | Charles Trevelyan             |                 | 7 juin 1929      | 2 mars 1931                   | Labour           |                  | Ramsay MacDonald                                         |
|     | Hastings Lees-Smith           |                 | 2 mars 1931      | 24 août 1931                  | Labour           |                  | Ramsay MacDonald                                         |
|     | Donald Maclean                |                 | 25 août 1931     | 15 juin 1932 (died in office) | Libéral          |                  | Ramsay MacDonald (1st & 2nd National Min.)               |
|     | Edward Frederick Lindley Wood |                 | 15 juin 1932     | 7 juin 1935                   | Conservateur     |                  | Ramsay MacDonald (1st & 2nd National Min.)               |
|     | Oliver Stanley                |                 | 7 juin 1935      | 28 mai 1937                   | Conservateur     |                  | Stanley Baldwin (3rd National Min.)                      |
|     | James Stanhope                |                 | 28 mai 1937      | 27 octobre 1938               | Conservateur     |                  | Neville Chamberlain (4th National Min; War Coalition)    |
|     | Herbrand Sackville            |                 | 27 octobre 1938  | 3 avril 1940                  | National Labour  |                  | Neville Chamberlain (4th National Min; War Coalition)    |
|     | Herwald Ramsbotham            |                 | 3 avril 1940     | 20 juillet 1941               | Conservateur     |                  | Winston Churchill (War Coalition)                        |
|     | Rab Butler                    |                 | 20 juillet 1941  | 3 août 1944                   | Conservateur     |                  | Winston Churchill (War Coalition)                        |

### Ministre de l'Éducation

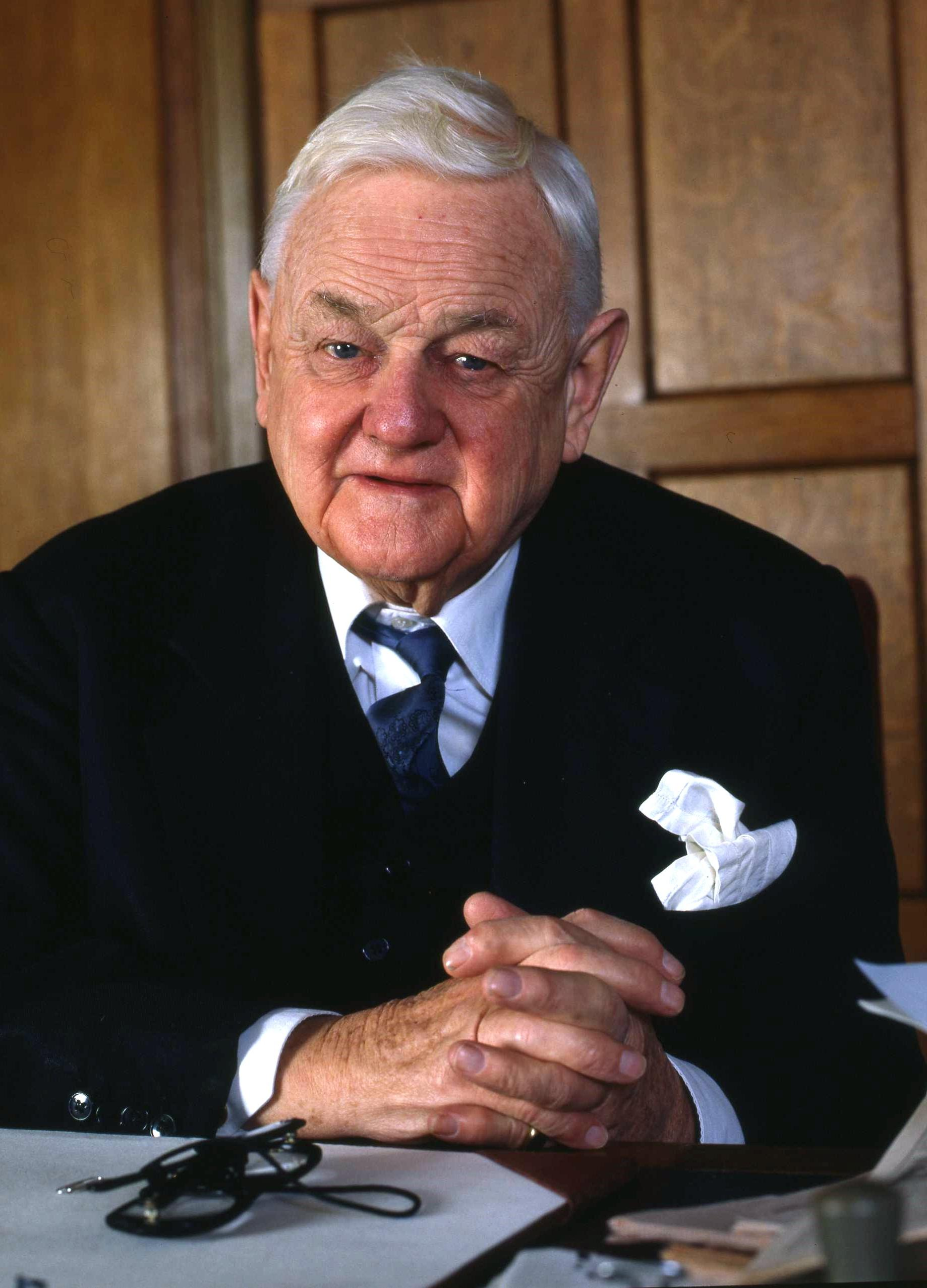
Quintin Hogg, vicomte Hailsham, ministre de l'Éducation en 1957, secrétaire d'État à l'Éducation et aux Sciences en 1964.

| Nom | Nom                | Mandat            | Mandat                          | Parti politique | Premier ministre                   | Premier ministre                  |
| --- | ------------------ | ----------------- | ------------------------------- | --------------- | ---------------------------------- | --------------------------------- |
|     | R. A. Butler       | 3 août 1944       | 25 mai 1945                     | Conservateur    |                                    | Winston Churchill (War Coalition) |
|     | Richard Law        | 25 mai 1945       | 26 juillet 1945                 | Conservateur    | Winston Churchill (Caretaker Min.) |                                   |
|     | Ellen Wilkinson    | 3 août 1945       | 6 février 1947 (died in office) | Travailliste    |                                    | Clement Attlee                    |
|     | George Tomlinson   | 10 février 1947   | 26 octobre 1951                 | Travailliste    |                                    | Clement Attlee                    |
|     | Florence Horsbrugh | 2 novembre 1951   | 18 octobre 1954                 | Conservateur    |                                    | Winston Churchill                 |
|     | David Eccles       | 18 octobre 1954   | 13 janvier 1957                 | Conservateur    |                                    | Winston Churchill                 |
|     | David Eccles       | 18 octobre 1954   | 13 janvier 1957                 | Conservateur    | Anthony Eden                       |                                   |
|     | Quintin Hogg       | 13 janvier 1957   | 17 septembre 1957               | Conservateur    |                                    | Harold Macmillan                  |
|     | Geoffrey Lloyd     | 17 septembre 1957 | 14 octobre 1959                 | Conservateur    |                                    | Harold Macmillan                  |
|     | David Eccles       | 14 octobre 1959   | 13 juillet 1962                 | Conservateur    |                                    | Harold Macmillan                  |
|     | Edward Boyle       | 13 juillet 1962   | 1er avril 1964                  | Conservateur    |                                    | Harold Macmillan                  |
|     | Edward Boyle       | 13 juillet 1962   | 1er avril 1964                  | Conservateur    | Alec Douglas-Home                  |                                   |

### Secrétaire d'État à l'Éducation et aux Sciences

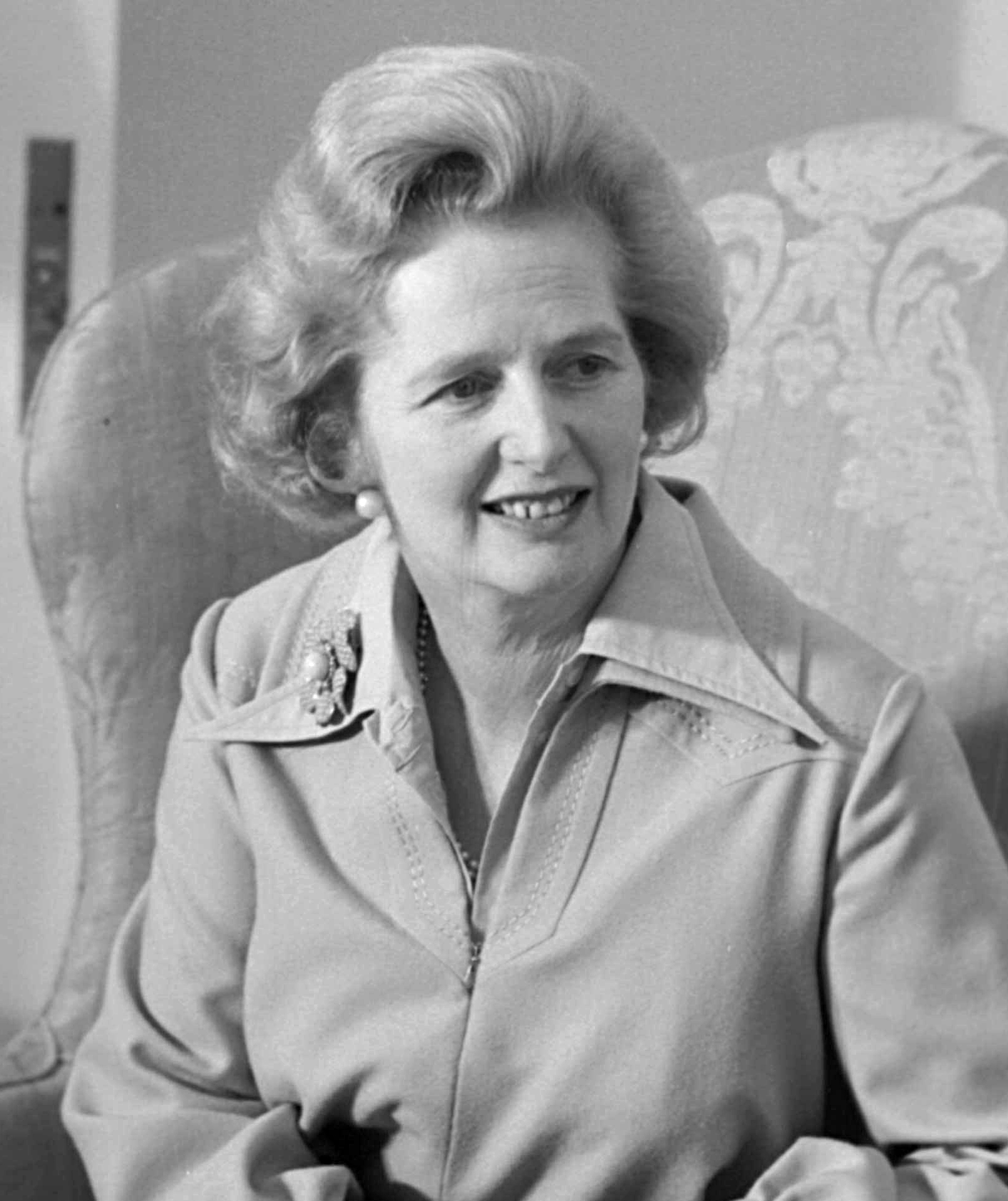
Margaret Thatcher, secrétaire d'État à l'Éducation et aux Sciences de 1970 à 1974.

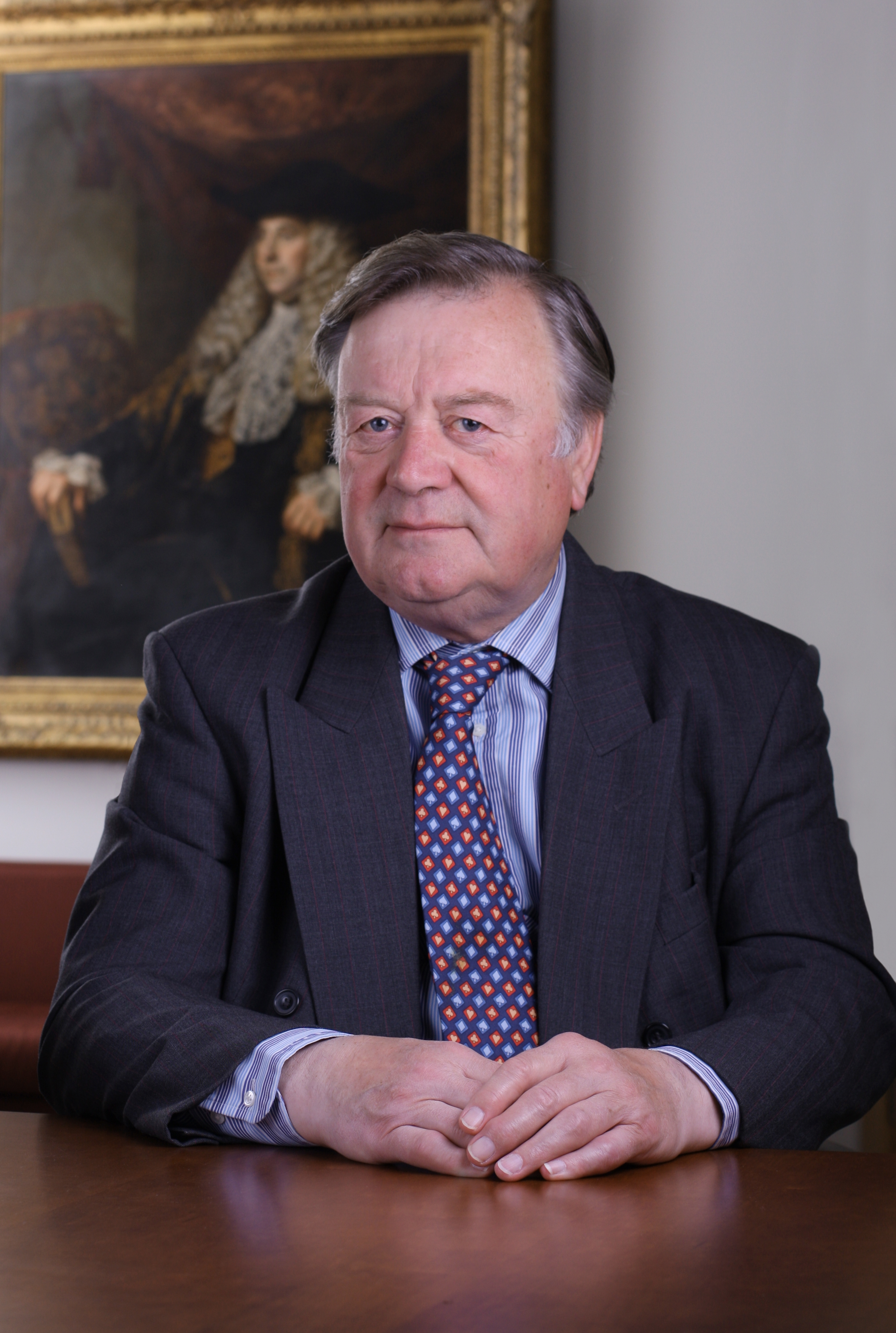
Kenneth Clarke, secrétaire d'État à l'Éducation et aux Sciences de 1990 à 1992.

| Nom | Nom                   | Mandat            | Mandat            | Parti politique | Premier ministre | Premier ministre  |
| --- | --------------------- | ----------------- | ----------------- | --------------- | ---------------- | ----------------- |
|     | Quintin Hogg          | 1er avril 1964    | 16 octobre 1964   | Conservateur    |                  | Alec Douglas-Home |
|     | Michael Stewart       | 18 octobre 1964   | 22 janvier 1965   | Travailliste    |                  | Harold Wilson     |
|     | Anthony Crosland      | 22 janvier 1965   | 29 août 1967      | Travailliste    |                  | Harold Wilson     |
|     | Patrick Gordon Walker | 29 août 1967      | 6 avril 1968      | Travailliste    |                  | Harold Wilson     |
|     | Edward Short          | 6 avril 1968      | 19 juin 1970      | Travailliste    |                  | Harold Wilson     |
|     | Margaret Thatcher     | 20 juin 1970      | 4 mars 1974       | Conservateur    |                  | Edward Heath      |
|     | Reginald Prentice     | 5 mars 1974       | 10 juin 1975      | Travailliste    |                  | Harold Wilson     |
|     | Fred Mulley           | 10 juin 1975      | 10 septembre 1976 | Travailliste    |                  | Harold Wilson     |
|     | Shirley Williams      | 10 septembre 1976 | 4 mai 1979        | Travailliste    |                  | James Callaghan   |
|     | Mark Carlisle         | 5 mai 1979        | 14 septembre 1981 | Conservateur    |                  | Margaret Thatcher |
|     | Keith Joseph          | 14 septembre 1981 | 21 mai 1986       | Conservateur    |                  | Margaret Thatcher |
|     | Kenneth Baker         | 21 mai 1986       | 24 juillet 1989   | Conservateur    |                  | Margaret Thatcher |
|     | John MacGregor        | 24 juillet 1989   | 2 novembre 1990   | Conservateur    |                  | Margaret Thatcher |
|     | Kenneth Clarke        | 2 November 1990   | 10 April 1992     | Conservateur    |                  | Margaret Thatcher |
|     | Kenneth Clarke        | 2 November 1990   | 10 April 1992     | Conservateur    | John Major       |                   |

### Secrétaire d'État à l'Éducation
| Nom | Nom              | Mandat          | Mandat          | Parti politique | Premier ministre | Premier ministre |
| --- | ---------------- | --------------- | --------------- | --------------- | ---------------- | ---------------- |
|     | John Patten      | 10 avril 1992   | 20 juillet 1994 | Conservateur    |                  | John Major       |
|     | Gillian Shephard | 20 juillet 1994 | 5 juillet 1995  | Conservateur    |                  | John Major       |

### Secrétaire d'État à l'Éducation et à l'Emploi
| Nom | Nom              | Nom | Mandat         | Mandat      | Parti politique | Premier ministre | Premier ministre |
| --- | ---------------- | --- | -------------- | ----------- | --------------- | ---------------- | ---------------- |
|     | Gillian Shephard |     | 5 juillet 1995 | 2 mai 1997  | Conservateur    |                  | John Major       |
|     | David Blunkett   |     | 2 mai 1997     | 8 juin 2001 | Travailliste    |                  | Tony Blair       |

### Secrétaire d'État à l'Éducation et aux Compétences
| Nom | Nom            | Portrait | Mandat           | Mandat           | Parti politique | Premier ministre | Premier ministre |
| --- | -------------- | -------- | ---------------- | ---------------- | --------------- | ---------------- | ---------------- |
|     | Estelle Morris |          | 8 juin 2001      | 24 octobre 2002  | Travailliste    |                  | Tony Blair       |
|     | Charles Clarke |          | 24 octobre 2002  | 15 décembre 2004 | Travailliste    |                  | Tony Blair       |
|     | Ruth Kelly     |          | 15 décembre 2004 | 5 mai 2006       | Travailliste    |                  | Tony Blair       |
|     | Alan Johnson   |          | 5 mai 2006       | 27 juin 2007     | Travailliste    |                  | Tony Blair       |

### Secrétaire d'État aux Enfants, aux Écoles et aux Familles
| Nom | Nom                                                             | Portrait | Mandat       | Mandat      | Parti politique | Premier ministre | Premier ministre |
| --- | --------------------------------------------------------------- | -------- | ------------ | ----------- | --------------- | ---------------- | ---------------- |
|     | Ed Balls                                                        |          | 28 juin 2007 | 11 mai 2010 | Labour Co-op    |                  | Gordon Brown     |
|     | John Denham (Innovation, Enseignement supérieur et Compétences) |          | 28 juin 2007 | 5 juin 2009 | Travailliste    |                  | Gordon Brown     |

### Secrétaire d'État à l'Éducation
| Nom | Nom                | Portrait | Mandat            | Mandat            | Parti politique | Premier ministre | Premier ministre          |
| --- | ------------------ | -------- | ----------------- | ----------------- | --------------- | ---------------- | ------------------------- |
|     | Michael Gove       |          | 12 mai 2010       | 15 juillet 2014   | Conservateur    |                  | David Cameron (Coalition) |
|     | Nicky Morgan       |          | 15 juillet 2014   | 13 juillet 2016   | Conservateur    |                  | David Cameron (Coalition) |
|     | Justine Greening   |          | 14 juillet 2016   | 8 janvier 2018    | Conservateur    |                  | Theresa May               |
|     | Damian Hinds       |          | 8 janvier 2018    | 24 juillet 2019   | Conservateur    |                  | Theresa May               |
|     | Gavin Williamson   |          | 24 juillet 2019   | 15 septembre 2021 | Conservateur    |                  | Boris Johnson             |
|     | Nadhim Zahawi      |          | 15 septembre 2021 | 5 juillet 2022    | Conservateur    |                  | Boris Johnson             |
|     | Michelle Donelan   |          | 5 juillet 2022    | 7 juillet 2022    | Conservateur    |                  | Boris Johnson             |
|     | James Cleverly     |          | 7 juillet 2022    | 6 septembre 2022  | Conservateur    |                  | Boris Johnson             |
|     | Kit Malthouse      |          | 6 septembre 2022  | 25 octobre 2022   | Conservateur    |                  | Liz Truss                 |
|     | Gillian Keegan     |          | 25 octobre 2022   | 5 juillet 2024    | Conservateur    |                  | Rishi Sunak               |
|     | Bridget Phillipson |          | 5 juillet 2024    | En cours          | Travailliste    |                  | Keir Starmer              |